# Comitatul Tartu
Tartu este unul din cele 15 comitate din Estonia. Reședința sa este orașul omonim, Tartu.

## Orașe
- Elva
- Kallaste
- Tartu

## Comune
- Alatskivi
- Haaslava
- Kambja
- Konguta
- Laeva
- Luunja
- Meeksi
- Mäksa
- Nõo
- Peipsiääre
- Piirissaare
- Puhja
- Rannu
- Rõngu
- Tähtvere
- Vara
- Võnnu
- Ülenurme